# Distretto di Belén (Loreto)
Il distretto di Belén è uno dei tredici distretti della provincia di Maynas, in Perù. Si trova nella regione di Loreto e si estende su una superficie di 632,8 chilometri quadrati.
Istituito il 5 novembre 1999, ha per capitale la città di Belén.